# エステル記補遺
『エステル記補遺』（エステルきほい）は、旧約外典の1つ。聖公会のでは1冊の外典として扱われる。

## 概要
元来、ギリシャ語訳『エステル記』においてヘブライ語に付加されていた数カ所の部分を指す。それをヒエロニムスがラテン語に訳す際に付加部分を巻末に移した。さらに13世紀の初頭にカンタベリー大主教が正典と付加部分を一続きの章節として編纂したため、11章2節以下が聖公会の外典に相当する。
また、七十人訳聖書にある追加部分は正典の七十人訳と明らかに矛盾する点が見受けられるため、訳出時に加筆したものではないといえる。